# Benifairó de los Valles
Benifairó de les Valls là một đô thị ở comarca Camp de Morvedre cộng đồng Valencia, Tây Ban Nha. Đô thị này có diện tích 4,35 km², dân số thời điểm năm 2006 là 1977 người.